# Джулия (фильм, 1975)
«Джулия» (хинди जूली, англ. Julie) — индийский художественный фильм на языке хинди в жанре мелодрамы, премьера которого в Индии состоялась 18 апреля 1975 года. Ремейк фильма Chattakkari на малаялам, вышедшего годом ранее. Фильм стал дебютом в Болливуде для южно-индийской актрисы Лакшми, ранее снявшейся в малаямо-язычном оригинале.

## Сюжет
В фильме изображены ограничивающие социальные обычаи общества в Индии, касающиеся межкастовых браков и материнства до замужества.
Джулия — индийская христианка с английскими корнями, живущая с любящим отцом-алкоголиком, доминирующей матерью, младшими братом и сестрой. Она влюбляется в брата своей лучшей подруги Шаши Бхаттачарья, юношу-индуиста. Влюбленные консуммируют свои отношения, что приводит к беременности. Шаши уезжает в колледж, не зная об том. Мать Лакшми гневается, когда та рассказывает ей о своём положении, и они не сообщают остальной семье. Мать собирается отправить дочь на аборт, но благочестивая христианка Руби уговаривает её не делать этого. Джулию отсылают, чтобы держать в секрете рождение ребёнка, а остальной семье говорят, что она устроилась на работу. После родов мать Джулии отправляет ребенка в приют, и требует, чтобы дочь вернулась домой и забыла о нём.
После возвращения Джулии её отец умирает, и она становится для семьи основным кормильцем. Позже она сталкивается с Шаши и рассказывает ему всё. Он решает жениться на ней, но его мать возражает против того брака, поскольку Джулия принадлежит другой вере, и обвиняет девушку в том, что та соблазнила её сына. Мать Джулии тоже не хочет такого союза, так как межконфессиональный брак может помешать им переехать в Англию. Однако мудрость отца Шаши приводит к тому, что тот противостоит предрассудкам матерей в отношении касты и религии и призывает их обоих принять своего внука. Фильм заканчивается тем, что матери благословляют молодую пару, а мать Джулии обещает внуку, что она «никогда не покинет его».

## В ролях
- Лакшми — Джулия
- Викрам Макандар — Шаши Бхаттачарья
- Надира — Маргарет, мать Джулии
- Ом Пракаш — Моррис, отец Джулии
- Раджендра Натх — Рахим, владелец магазина
- Рита Бхадури — Уша Бхаттачарья, сестра Шаши
- Утпал Датт — мистер Бхаттачарья, отец Шаши
- Ачала Сачдев — миссис Бхаттачарья, мать Шаши
- Шридеви — Ирен, младшая сестра Джулии
- Сулочана — тетушка Руби
- Джалал Агха — Ричард, поклонник Джулии

## Производство
В 1974 году режиссёр К. С. Сетумадхаван снял малаяламоязычный фильм Chattakkari, основанный на одноимённом романе писателя Паммана. Картина имела успех, после чего он решил сделать два ремейка: на телугу и на хинди, и выпустил их в следующем году. Исполнительница ведущей роли в оригинале, актриса Лакшми, повторила её в обеих версиях.
Выход фильма вызвал протесты христианской общины, представители которой сочли, что он показывает их не в лучшем свете (мужчин — как алкоголиков, а женщин — легко доступными).

## Саундтрек
Популярность приобрёл не только сам фильм, но и песни из него. В том числе композиция «My Heart is Beating», ставшая первой англоязычной песней, прозвучавшей в фильме Болливуда.
Вся музыка написана Раджешем Рошаном.
| №  | Название                  | Исполнители                 | Длительность |
| -- | ------------------------- | --------------------------- | ------------ |
| 1. | «Dil Kya Kare»            | Кишор Кумар                 | 6:32         |
| 2. | «Yeh Raatein Nayi Purani» | Лата Мангешкар              | 5:30         |
| 3. | «Bhool Gaya Sab Kuch»     | Кишор Кумар, Лата Мангешкар | 4:52         |
| 4. | «My Heart Is Beating»     | Прити Сагар                 | 4:44         |
| 5. | «Saancha Naam Tera»       | Аша Бхосле, Уша Мангешкар   | 4:03         |
| 6. | «Julie Falls In Love»     | без вокала                  | 2:40         |

## Критика, награды и номинации
В рецензии The Illustrated Weekly of India были особо отмечены музыка Раджеша Рошана, гармонирующая с темой фильма, и превосходная игра Надиры.
Shankar's Weekly сравнил фильм с вышедшим двумя годами ранее «Бобби», похвалил его технические аспекты и назвал выступление Надиры незабываемым, а Викрама — разочаровывающим.
А The Hindu добавила, что режиссер К. С. Сетумадхаван искусно справился со столь смелым сюжетом, а фильм выехал на превосходном исполнении роли актрисой Лакшми.
Filmfare Awards
- Лучшая женская роль — Лакшми[9]
- Лучшая женская роль второго плана — Надира[9]
- Лучшая музыка к песне для фильма — Раджеш Рошан[4][9]
- Специальная премия — Прити Сагар[9]
- номинация «Лучший женский закадровый вокал» — Прити Сагар[5] («My Heart Is Beating»)

Премия ассоциации журналистов бенгальского кино
- Лучшая женская роль второго плана в фильме на хинди — Надира[10]
- Лучшая музыка к песне для фильма на хинди — Раджеш Рошан[10]
- Лучшие слова к песне для фильма на хинди — Ананд Бакши[10]
- Наиболее выдающаяся работа года[10]